# Iure uxoris
Iure uxoris of jure uxoris is een Latijnse rechtsterm, die kan worden vertaald als: "uit rechte van de echtgenote". Het wordt vaak gebruikt, om een (adellijke) titel aan te duiden, die door een man wordt gevoerd, die zijn vrouw uit eigen recht (bijvoorbeeld door erfenis) bezit.
De echtgenoot van een erfgename werd de eigenaar van de goederen en de titel van zijn vrouw iure uxoris. In de middeleeuwen gold dit bijwijlen ook voor regerende koninginnen en vorstinnen, daarenboven werd de man van de monarche zelf monarch. In sommige gevallen bleef hij koning of vorst na de dood van zijn vrouw, en soms liet hij het gebied aan zijn nakomelingen uit een van zijn andere huwelijken na (zo liet bijvoorbeeld de Litouwse groothertog Wladislaus II Jagiello, die als echtgenoot van koningin Hedwig koning van Polen was geworden (al was hij formeel verkozen), Polen na aan zijn oudste zoon uit zijn derde huwelijk, Wladislaus van Varna). In het geval van een echtscheiding bleef aanvankelijk de echtgenoot monarch, terwijl de vrouw haar status verloor (bijvoorbeeld Maria van Boulogne en Mattheüs I van de Elzas, die in 1170 scheidden (hierbij moet wel worden opgemerkt dat Maria geen interesse had in de wereldlijke macht)). 
In Portugal kon een echtgenoot een koning iure uxoris zijn, zodra hij de vader van de erfgenaam werd. Koningin Maria I had al kinderen met haar man (die tevens haar oom was), toen ze de troon besteeg, zodat hij op dat moment als Peter III koning werd. Toen koningin Maria II in 1836 met haar tweede man Ferdinand van Saksen-Coburg-Gotha trouwde, werd deze pas monarch iure uxoris, toen in het volgende jaar hun eerste kind werd geboren: vanaf dan regeerde hij samen met zijn vrouw als Ferdinand II. Haar eerste man, August van Leuchtenberg, was daarentegen nooit monarch iure uxoris, aangezien hij voor de geboorte van een erfgenaam overleed.
De titel van koning iure uxoris mag niet worden verward met die van prins-gemaal, de slechts de echtgenoot van de koning, maar niet haar mederegent.